# Margareta Strömstedt

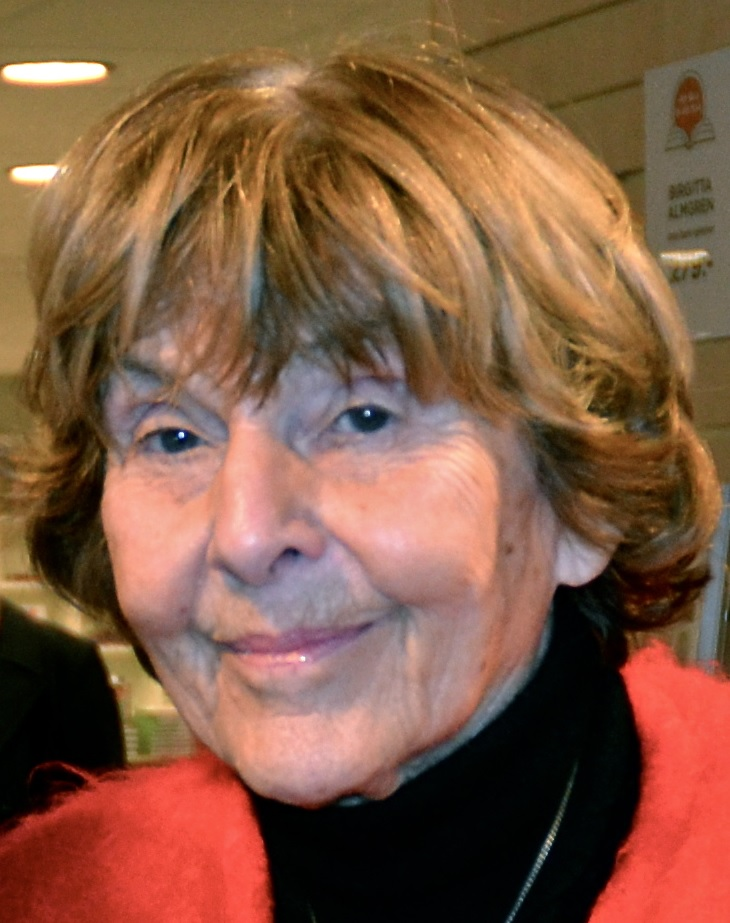
Margareta Strömstedt (2011)

Margareta Strömstedt (geborene Henriksson; * 19. Mai 1931 in Lagan; † 28. März 2023 in Stockholm) war eine schwedische Schriftstellerin, Journalistin und Übersetzerin.

## Leben
Margareta Strömstedt verbrachte die ersten elf Lebensjahre in Lagan, zog dann mit ihrer Familie nach Torpsbruk und später nach Moheda. Ihr Vater war Pfarrer einer Kirchengemeinde der Schwedischen Missionskirche. Sie besuchte die Realschule in Alvesta, studierte in Växjö und wurde in Lund zur Volksschullehrerin ausgebildet. Die Universität Lund schloss sie als Magister der Philosophie ab. 1953 heiratete sie Bo Strömstedt und zog mit ihm nach Stockholm. Hier arbeitete sie zunächst als Journalistin für Dagens Nyheter und später als Fernsehproduzentin.
Ihr literarisches Debüt erfolgte 1961 mit dem Märchenbuch Fjärilar i klassen. Im Jahr darauf erschien das phantasievolle Kinderbuch Kom tillbaka, lilla Jenny!. 1977 beendete Margareta Strömstedt ihre große Biografie über Astrid Lindgren, die auch in Deutschland verlegt wurde.
Ihr Erwachsenwerden schilderte Strömstedt in den fünf autobiografischen, ab 1982 erschienenen Büchern über Maijken (in der deutschen Übersetzung Kerstin). Hauptperson des Romans Församlingen under jorden (1990) ist ein sechzehnjähriger Junge, dessen Vorbild Strömstedts jüngerer Bruder ist, der sich im Erwachsenenalter das Leben nahm. In diesem Buch versuchte sie, die Tragödie zu verarbeiten. Margareta Strömstedt schrieb auch den Text zu mehreren Bilderbüchern wie beispielsweise Lille Morfar (1993). Mit dem Jugendroman Gå mot solen (1996) versuchte sie sich in einem neuen Genre. Zu ihren späten autobiografischen Prosawerken gehörten Natten innan de hängde Ruth Ellis och andra berättelser ur mitt liv (2006) und Jag skulle så gärna vilja förföra dig – men jag orkar inte (2013).

## Werke (Auswahl)
- Fjärilar i klassen och andra sagor om mina vänner bland tomtarna, 1961
- Kom tillbaka, lilla Jenny, 1962
- Ketchup och bananer, 1969
- Full tank!, 1969
- Astrid Lindgren. Bilder ihres Lebens, 1977, ISBN 9783789135163
- Majken, den nittonde december, 1982
- Majken, en dag i maj, 1983
- Julstädningen och döden, 1984
- Kerstin – Marmelade im Schnee, 1985, ISBN 9783776704037
- Kerstin – Feuer in der Nacht, 1987, ISBN 9783776704303
- På spaning efter en 40-talsgymnasist, 1989
- Församlingen under jorden, 1990
- Majken och skyddsängeln, 1991
- Boken om Majken, 1993
- Lille morfar, 1993
- Fanny och fåglarna, 1995
- Der allerlängste Tag, 1996, ISBN 9783407782380
- Und der Himmel schaut zu., 1999, ISBN 9783446186637
- Natten innan de hängde Ruth Ellis och andra berättelser ur mitt liv, 2006, ISBN 9100111449
- Jag skulle så gärna vilja förföra dig – men jag orkar inte, 2013, ISBN 9789174293869

## Preise und Auszeichnungen
- 1969: Gulliver-Preis
- 1986: Astrid-Lindgren-Preis
- 1991: Expressens Heffaklump der Zeitung Expressen
- 2002: Samfundet De Nios Astrid Lindgren-Preis
- 2007: Novellenpreis von Sveriges Radio
- 2007: Ehrendoktor der Universität Växjö